# Пут ружама посут
Пут ружама посут је српски документарно-играни филм. Режирао га је Марко Новаковић, а сценарио је написала Оливера Шарановић док га је Наташа Дракулић драмски прилагодила, наратор у филму је Милан Михаиловић. Филм је премијерно приказан 31. августа 2013. године на 48. Филмским сусретима у Нишу.

## Радња
Филм говори о принцези Оливери која је после Косовске битке 1389. године и погубљења њеног оца кнеза Лазара Хребељановића, предата Турцима као залог мира и послата у харем султана Бајазита Првог, где је провела четрнаест година.

## Улоге
Милан Михаиловић || наратор
| Глумац                  | Улога                   |
| ----------------------- | ----------------------- |
| Весна Станојевић        | Оливера Лазаревић       |
| Александра Манасијевић  | Млада Оливера Лазаревић |
| Иван Јевтовић           | Бајазит I               |
| Драган Мићановић        | Деспот Стефан Лазаревић |
| Љубомир Булајић         | Млади Стефан Лазаревић  |
| Тања Бошковић           | Кнегиња Милица          |
| Александра Николић      | Јелена Балшић           |
| Наташа Дракулић         | Јефимија                |
| Горан Милошковић        | Ђурађ Бранковић         |
| Срђан Ајваз             | Вук Бранковић           |
| Хаџи-Александар Ђуровић | Татарски стражар        |
| Филип Вукчевић          | Татарски стражар        |